# Joakim Thelin
Joakim Thelin, född 1 september 1992 i Stockholm, är en svensk professionell ishockeyspelare som spelar för danska Odense Bulldogs. Joakim Thelin är son till den före detta ishockeyspelaren Mats "mördarn" Thelin som spelade främst i AIK och Boston Bruins under sin aktiva karriär.
Joakim Thelin inledde sin karriär i AIK som han lämnade 2012 och spelade sedan för Kallinge-Ronneby och Helsingborg i Hockeyettan samt Alvesta i Hockeytvåan innan han 2015 gick till Västerviks IK.
Under säsongen 2015/2016 var Joakim Thelin en av Västerviks bästa spelare när klubben för första gången tog klivet upp i Hockey-Allsvenskan. Trots den framgången valde han att lämna klubben för spel i AIK.
Men efter två säsonger i Stockholm med Gnaget fick Joakim Thelin våren 2018 inte något nytt kontrakt med AIK utan hamnade återigen i östra Småland, denna gång i IK Oskarshamn där han var en av lagets bästa spelare när klubben gjorde en strålande säsong och sensationellt tog klivet upp i Svenska Hockey Ligan "SHL".
På tolv kvalmatcher gjorde Joakim Thelin sex mål. Det som sticker ut är i match tre av den Hockey-Allsvenskan finalen borta mot AIK, där han krutade upp ett stenhårt skott i krysset 19.59 samt i den sjätte kvalmatchen mot Timrå där han stod för två viktiga mål.
Prestationerna under säsongen 2018/2019, framför allt under kvalet, har gett Joakim Thelin kultstatus i hockeytokiga Oskarshamn.
Under tre säsonger i SHL har Joakim Thelin etablerat sig som en hårt arbetande spelare, laglojal och uppskattad.
Den 17 april 2022 meddelande Joakim Thelin på instagram att han lämnar IK Oskarshamn.

## Klubbar
- AIK, Allsvenskan (2016/2017 - 2017/2018)
- IK Oskarshamn, Allsvenskan / SHL (2018/2019 - 2021/2022)
- HC Dukla Trenčín (2022/2023)
- Odense Bulldogs (2023/2024 -)